# Seznam nosilcev reda generala Maistra
Red generala Maistra je najvišje odlikovanje, ki je namenjeno poveljnikom in drugim častnikom Slovenske vojske za njihove zasluge v vojni in miru. To odlikovanje podeljuje Ministrstvo za obrambo Republike Slovenije. Odlikovanje je opredeljeno v Pravilniku o priznanjih Ministrstva za obrambo.

## Seznam nosilcev reda generala Maistra 1. stopnje
- 1992 - Anton Krkovič
- 16. maj 1993 - Albin Gutman

## Seznam nosilcev reda generala Maistra 1. stopnje z meči
- 24. december 1991 - Janez Janša
- 26. december 1991 - generalmajor Janez Slapar

## Seznam nosilcev reda generala Maistra 2. stopnje
- 16. maj 1993 - Franci Žnidaršič

## Seznam nosilcev reda generala Maistra 2. stopnje z meči
- 26. december 1991 - Miran Bogataj - Albin Gutman - Danijel Kuzma - Anton Krkovič - Andrej Lovšin - Vladimir Miloševič

## Seznam nosilcev reda generala Maistra 3. stopnje
- 16. maj 1993 - Alojz Bogataj - Marjan Grabnar - Maks Gorenšek - Zlatko Halilovič - Rade Klisarič - Bojan Končan - Srečko Lisjak - Alojz Šteiner
- 13. maj 2011 - Branimir Furlan
- 15. marec 2013 - Bojan Pograjc

## Seznam nosilcev reda generala Maistra 3. stopnje z meči
- 26. december 1991 - Marjan Balant - Bogdan Beltram - Tine Brajnik - Miloš Bregar - Franko Fiorelli - Viktor Jeromel - Bogdan Koprivnikar - Janez Koselj - Viktor Kranjc - Drago Kur - Janez Lesjak - Mladen Mrmolja - Brane Podboršek - Darko Prinčič - Marjan Strehar - Janko Stušek - Vojko Štembergar - Bojan Šuligoj - Janez J. Švajncer - Mitja Teropšič - Peter Zupan